# إيدي بنغتسون
إيدي بنغتسون (بالسويدية: Eddy Bengtsson)‏ هو مصارع هاوي سويدي، ولد في 30 أبريل 1979 في غوتنبرغ في السويد.
نافس بنغستون في العديد من بطولات المصارعة ، وأيضًا في مسابقة فنون القتال المختلطة. وفي 23 أبريل 2010 ، واجه بنغستون ألكسندر إميليانينكو التي خسرها كو في الجولة الافتتاحية. حاول بنغستون الوصول إلى دورة الألعاب الأولمبية الصيفية لعام 2012 لكنه فشل ، وفي 10 مايو 2012 ، أعلن رسميًا تقاعده كمصارع. وهو عضو فخري في المطارق الاسكندنافية.

## وصلات خارجية
- إيدي بنغتسون على موقع شيردوغ (الإنجليزية)
- إيدي بنغتسون على موقع Tapology.com (الإنجليزية)
- إيدي بنغتسون على موقع قاعدة بيانات المصارعة الدولية (الإنجليزية)
- إيدي بنغتسون على موقع أوليمبيديا (الإنجليزية)
- إيدي بنغتسون على موقع اللجنة الأولمبية السويدية (السويدية)